# Albertus Zijlstra
Albertus Zijlstra (Zuidhorn, 21 februari 1874 - Groningen, 1 juni 1968) was een Nederlands onderwijzer en politicus.

## Familie
Zijlstra was een zoon van bakker Jakob Zijlstra (1836-1923) en Willemina Visser (1837-1889). Hij trouwde met Antje van Dijk (1883-1977).

## Loopbaan
Zijlstra werd opgeleid tot onderwijzer en gaf les aan de christelijke lagere school in Lemmer (vanaf 1892) en Winsum (tot 1901). Hij werd vervolgens redacteur buitenland (1901-1905) en hoofdredacteur (1905-1940) van de Nieuwe Provinciale Groninger Courant.
Zijlstra was lid van de Anti-Revolutionaire Partij. Van 1901 tot 1940 was hij medewerker van het antirevolutionair dagblad De Standaard, van 1920 tot 1922 als lid van de politieke hoofdredactie. Hij werd gemeenteraadslid in Groningen (1908-1941) en was van 17 september 1918 tot 3 juni 1946 lid van de Tweede Kamer der Staten-Generaal. Zijlstra was onderwijswoordvoerder van de ARP-Tweede Kamerfractie, maar voerde ook het woord over andere onderwerpen (o.a. middenstandsaangelegenheden en binnenlands bestuur). Hij bracht in 1928 een initiatiefwet tot stand inzake verlaging van de leerlingenschaal van scholen op het platteland. Deze wet werd niet bekrachtigd, vanwege de financiële gevolgen. De regering kwam echter spoedig daarna zelf met een wet, waardoor een lagere leerlingenschaal voor alle scholen werd ingevoerd. Tijdens de Tweede Wereldoorlog werd hij geïnterneerd in gijzelaarskamp Buchenwald (27 november 1940 tot 22 mei 1941). Na de oorlog was hij lid van de tijdelijke gemeenteraad van Groningen (november 1945 tot september 1946) en voorzitter van de begrotingscommissie van de Tweede Kamer voor Onderwijs, Kunsten en Wetenschappen (december 1945 tot juni 1946).
Hij was op 1 april 1948 voorzitter van het Amersfoorts Congres, waarin de aanzet werd gegeven van een eigen politieke organisatie van de vrijgemaakt gereformeerden, het Gereformeerd Politiek Verbond, waarbij Zijlstra zich aansloot. In 1952 was hij lijsttrekker van de partij bij de Tweede Kamerverkiezingen, maar werd niet verkozen.
Zijlstra werd in 1926 benoemd tot ridder in de Orde van de Nederlandse Leeuw. Hij overleed in 1968, op 94-jarige leeftijd, en werd begraven op de Noorderbegraafpaats in Groningen.
- Biografisch Portaal: 17435050
- Digitale Bibliotheek voor de Nederlandse Letteren: zijl034
- Parlement.com: vg09lldnmyyy